# Модель памяти Аткинсона — Шиффрина

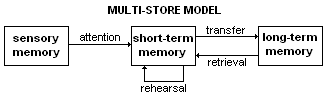
Схема модели памяти Аткинсона-Шиффрина 1968 года

Модель памяти Аткинсона-Шиффрина (также «многоэтажная модель памяти») — модель памяти, предложенная Ричардом Аткинсоном и Ричардом Шиффрином в 1968 году. Согласно этой модели выделяют три структуры памяти:
- Сенсорная — структура, в которой в течение небольшого времени хранится сенсорная информация (менее чем 0,5 секунды для визуальной информации и 2 секунд для звуковой), поступающая из  сенсорной системы, возникающая при воздействии стимулов на органы чувств.
- Кратковременная — структура, в которую из сенсорной памяти под воздействием внимания заносится и хранится в течение менее 20 секунд небольшой объём информации о 5 - 7 объектах.
- Долгосрочная — структура большого объёма, которая может хранить воспоминания на протяжении всей жизни человека.

Аткинсон и Шиффрин рассматривали эти хранилища не в качестве определенных психологических структур, но как гипотетическую, ментальную модель помогающую понять функционирование памяти.

## Общие сведения
Модель Аткинсона-Шиффрина имеет сходство c моделью, предложенной Д. Бродбентом, но содержит больше деталей. Согласно модели информация сперва параллельно обрабатывается в нескольких сенсорных буферах, которые предоставляют доступ для кратковременной памяти. А из кратковременной памяти уже возможен переход информации в долгосрочную. Аткинсон и Шиффрин предположили что чем дольше информация хранится в краткосрочной памяти (чем чаще человек повторяет эту информацию), тем вероятнее она перейдет в долгосрочную. Ещё одно предположение модели говорит о том, что кратковременная память «кодируется», полагаясь на акустический аспект информации, а долгосрочная — полагаясь на её семантический аспект.
У практического применения этой модели наблюдается ряд проблем:
- Модель предсказывает что у пациентов с дефицитом кратковременной памяти должны быть проблемы с долгосрочным обучением, но эмпирические данные этого не подтверждают
- Предположение о том, что наличие информации в кратковременной памяти повышает вероятность её перехода в долгосрочную имеет мало экспериментальных доказательств
- Предположение о связи кратковременной памяти с акустическим аспектом информации, а долгосрочной с семантическим выглядит упрощенно[4].